# دوران فائق في الغلاف الجوي
الدوران الفائق للغلاف الجوي هي الحالة التي يدور فيها الغلاف الجوي للكوكب بشكل أسرع من دوران الكوكب نفسه. الغلاف الجوي لكوكب الزهرة هو أحد الأمثلة على الدوران الفائق. الغلاف الجوي للزهرة يدور حول الكوكب في أربعة أيام فقط من الأرض، أي أسرع بكثير من يوم كوكب الزهرة البالغ 243 يومًا أرضيًا. وقد لوحظ الدوران الفائق في الغلاف الجوي أيضًا على تيتان، أكبر قمر لزحل.
يُعتقد أن الغلاف الحراري للأرض يتضمن دورانًا صافيًا فائقًا صغيرًا يزيد عن سرعة الدوران السطحي، على الرغم من أن تقديرات حجم الظاهرة تختلف اختلافًا كبيرًا. تشير بعض النماذج إلى أن الاحتباس الحراري من المحتمل أن يسبب زيادة في الدوران الفائق في المستقبل، بما في ذلك الدوران الفائق المحتمل للرياح السطحية.